# Careproctus reinhardti
Careproctus reinhardti es una especie de pez del género Careproctus.

## Descripción
Presenta 53-57 radios blandos dorsales; 47-51 radios blandos anales y 59-63 vértebras. Dentadura simple, hendidura branquial grande, disco de succión pequeño. La coloración es rosada o pálida, según los reportes de especies encontradas. Además cuenta con una fosa nasal a cada lado de la boca. Mide 30 cm de longitud (11,81 pulgadas). La hembra puede colocar hasta 300 huevos de 4,5 mm de diámetro.

## Distribución y hábitat
Se distribuye por el Ártico, en las aguas de Kara y Láptev. Atlántico, en Noruega. Además se ha reportado en Groenlandia e Islandia. Especie marina batidemersal cuyo rango de profundidad es 75-1750 m, en donde se alimenta de crustáceos bentónicos y pelágicos y algunos peces.